# Sean Okoli
Sean Okoli (Federal Way, Washington, EUA, el 3 de febrero de 1993) es un futbolista estadounidense. Juega de delantero y su equipo actual es el Orange County SC de la USL Championship.

## Trayectoria

### Inicios
Nacido en Federal Way, Washington, Okoli fue parte de la academia del Seattle Sounders FC antes de ir a la Universidad de Wake Forest University en 2011. Mientras jugaba para los Demon Deacons]] Okoli fue nombrado al All-ACC en las tres temporadas que asistió a la universidad y anotó 24 goles junto con 9 asistencias durante su paso por Wake Forest. Mientras estaba en Wake Forest, Okoli también jugó en la USL PDL con el Seattle Sounders FC U-23 en 2012 y 2013. También fue uno de los primeros jugadores de la academia del equipo en jugar para las reservas del Seattle Sounders en la MLS Reserve League en 2011.

### Seattle Sounders FC
El 9 de enero de 2014 se anunció que Okoli, junto con su compañero de la academia Aaron Kovar, había firmado un contrato profesional con el Seattle Sounders FC. Hizo su debut con Seattle el 8 de marzo de 2014 en el primer partido de la temporada de la Major League Soccer de 2014 como local en el CenturyLink Field frente al Sporting Kansas City cuando ingresó en el minuto 93 en reemplazo de Lamar Neagle. Luego de ingresar contriburía con el gol de la victoria de su equipo por 1-0.

## Clubes
| Club                   | País           | Año           |
| ---------------------- | -------------- | ------------- |
| Seattle Sounders F. C. | Estados Unidos | 2014-2015     |
| New England Revolution | Estados Unidos | 2015-2016     |
| F. C. Cincinnati       | Estados Unidos | 2016-2017     |
| New York City F. C.    | Estados Unidos | 2017          |
| Landskrona BoIS        | Suecia         | 2018          |
| FK Jerv                | Noruega        | 2018          |
| Pinzgau Saalfelden     | Austria        | 2019          |
| Orange County SC       | Estados Unidos | 2020-presente |

## Palmarés

### Campeonatos nacionales
| Título                   | Club                | País           | Año  |
| ------------------------ | ------------------- | -------------- | ---- |
| Lamar Hunt U.S. Open Cup | Seattle Sounders FC | Estados Unidos | 2014 |